# Krajta královská
Krajta královská (Python regius) je menší had z čeledi krajty. Tato krajta má hezké zbarvení, vyznačuje se minimální agresivitou a spíše plachostí, proto je často chována v teráriích. Dorůstá maximální velikosti 1,2 až 1,5 metru, výjimečně do 1,80 metrů. Váha tohoto hada se pohybuje kolem 1–3 kg. Nepatří tedy k velkým druhům. Ve volné přírodě se vyskytuje na pobřeží západní a střední Afriky, od Senegalu na západě po Súdán a Ugandu na východě.

## Popis

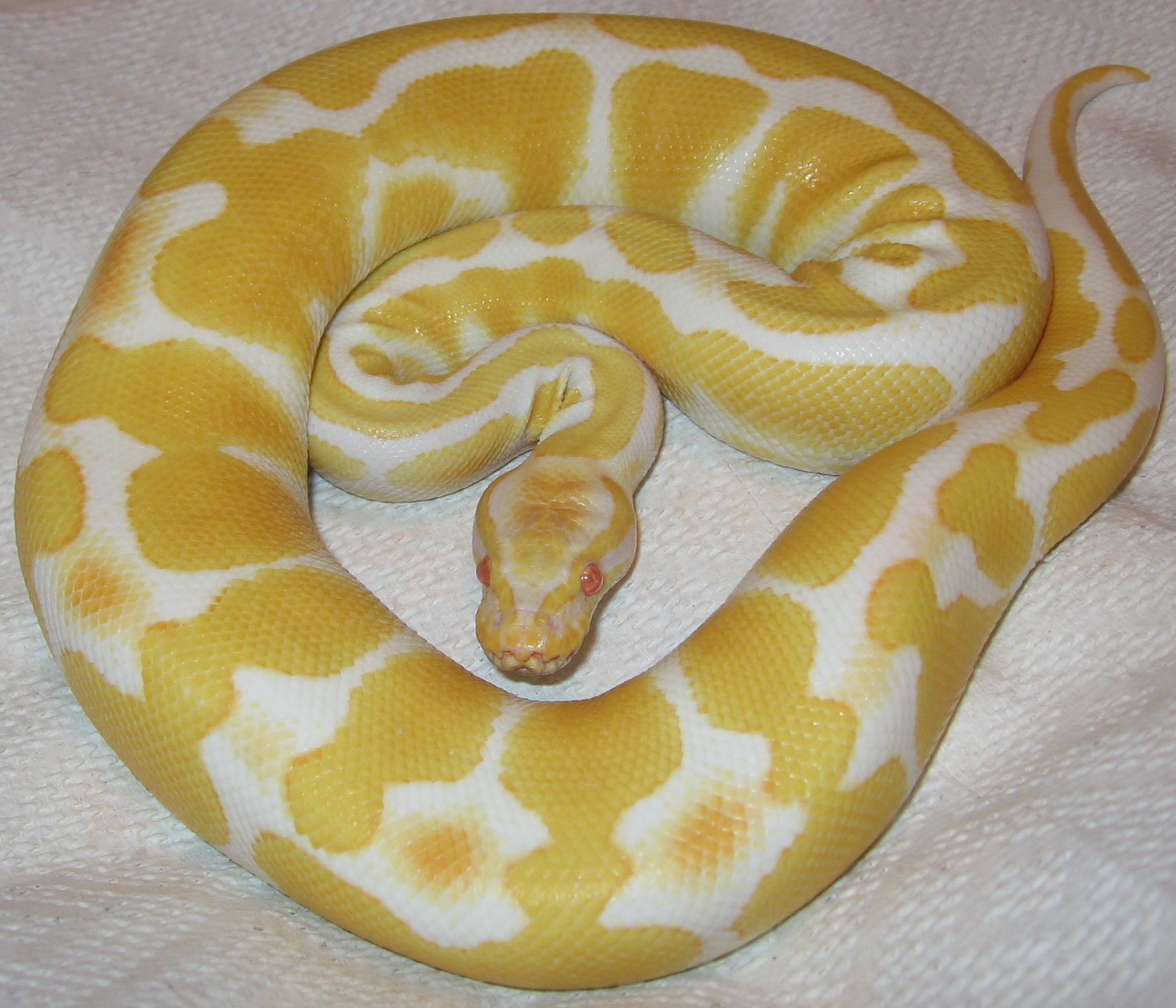
Albinotický jedinec se zcela odlišnými barvami

Má malou hlavu výrazně oddělenou od zavalitého těla s nápadně krátkým ocasem. Zbarvena je hnědě se žlutými až bělavými skvrnami. Přes spánky se táhne po obou stranách úzký, žlutý pruh od tlamy až po krk. Pod tímto pruhem je tmavší pruh, který sahá až ke koutkům tlamy. Břišní strana je žlutě krémová. Kresba krajt královských na bocích často připomíná karikatury malých Marťánků a je u každého jedince velice variabilní. Existuje také mnoho barevných odchylek a variant, ať již jsou to albinotičtí, či xantoričtí jedinci, nebo s úplně odlišnou základní kresbou. V nebezpečí se stáčí do pevné koule s hlavou uvnitř, proto se jí v angličtině říká ball python (míčová krajta).

## Chov
Krajta královská má velice dekorativní zbarvení, manipulace s ní je snadná, nekouše a navíc nedorůstá značných velikostí. Mezi hroznýši a krajtami není mnoho druhů, které by se tak dobře hodily do menších bytových terárií. Pro chov této krajty není třeba povolení a je velmi vhodná pro chov v bytových teráriích.
Krajta královská je zahrnuta v příloze CITES. Registrační povinnosti nepodléhá.
Had dává přednost teplotám mezi 26–32 °C. Měl by však mít možnost až 35 °C pod světlem a cca 23 °C na nejchladnějším místě v teráriu (u nádrže s vodou). Tento druh je aktivnější více po setmění než ve dne. Tyto krajty někdy přijímají potravu nepravidelně, nebývá výjimkou ani půlroční hladovění. Zvířata importovaná z přírody bývají napadena parazity. K chovu stačí terárium o rozměrech 100 × 60 × 60 cm s větví na šplhání a nádrží s vodou. Nádrž by měla být větší – jednak aby udržovala potřebnou vlhkost v teráriu, dále aby se krajta mohla koupat.

## Pohlaví
Rozlišení pohlaví je problematické, nejpřesnější je palpování nebo zavádění sondy, které provádí odborník. Laik může rozlišovat samce a samici podle vzhledu ocásku. (Samice – ocásek za kloakou je kratší a přechod z těla na ocásek je zřetelnější. Samec – ocásek je delší a přechod do něj není tak zřetelný, protože má v přechodu uloženy hemipenisy). Určení pohlaví touto metodou ale není stoprocentní.

## Rozmnožování
Krajta královská je, tak jako všechny krajty, vejcorodá. Samice klade 6–8 poměrně velkých vajec, měřících cca 7 × 5 cm. Vejce klade zpravidla v noci. Samice na vejcích leží až do vylíhnutí, tj. zhruba kolem 70 dní. Mláďatům není potřeba nastřihnout obal,protože musí vstřebat vaječný obal uvnitř vajíčka. Pro úspěšné rozmnožení je nutné dodržet tzv. období dešťů (zhruba od března do listopadu, podle areálu výskytu) a období sucha po zbytek roku. Po vylíhnutí měří mezi 23 a 43 cm.

## Potrava
Zhruba po týdnu, po prvním svléknutí začínají krajty přijímat potravu – vhodné jsou již osamostatněné, malé, osrstěné myšky. Dospělí jedinci loví již vzrostlé krysy, malé pískomily nebo menší potkany. Četnost krmení - mláďata do 6 měsíců krmíme osrstělým myšetem 1x za deset dní, subadultního jedince vzrostlou krysou malou 1 za 3 týdny a vzrostlého jedince menším potkanem 1 za měsíc až měsíc a půl.